# Alburnus albidus
Espèce
Synonymes
- Alburnus alburnus albidus (Costa, 1838)[2]
- Leuciscus albidus Costa, 1838[3] [2]
- Leuciscus cordilla Valenciennes, 1844[2]
- Leuciscus vulturius Costa, 1838[3] [2]

Statut de conservation UICN

 VU B2ab(i,ii,iii,iv,v) : Vulnérable
Alburnus albidus (en anglais Italian bleak) est un poisson d'eau douce de la famille des Cyprinidae.

## Répartition
Alburnus albidus est endémique du sud de l'Italie.

## Description
La taille maximale connue pour Alburnus albidus est de 110 mm.

## Étymologie
Son nom spécifique, du latin albidus, « blanc, blanchâtre », lui a été donné en référence à sa livrée blanc argenté.

## Publication originale
- Costa, 1838 : Fauna del regno di Napoli, ossia enumerazione di tutti gli animali che abitano le diverse regioni di questo regno e le acque che le bagnano, etc. Pesci. Fauna del regno di Napoli Part 1. p. 1-511 (texte intégral).